# Josefine Brunner
Josefine Brunner, née le 26 février 1909 à Innsbruck et morte le 26 septembre 1943 à Munich est une résistante autrichienne contre le nazisme. Elle est arrêtée et exécutée à la prison de Stadelheim.

## Biographie
Josefine Ragnes est née le 26 février 1909 à Innsbrück dans une famille ouvrière. Après avoir fréquenté l'école primaire, elle travaille comme employée de maison.
En 1932, elle rejoint le Parti socialiste d'Autriche (SPÖ).
À partir de 1935, elle vit à Wörgl avec Alois Brunner, qu'elle épouse en 1938.
En 1934, le parti social-chrétien instaure l'austrofascisme et élimine les forces d'opposition. Le mouvement social-démocrate se reconstitue clandestinement. Josefine et Alois Brunner restent fidèles à leurs convictions socialistes.
En 1935, Josefine et Alois Brunner rencontrent Waldemar von Knoeringen à České Budějovice. Il dirige un réseau de résistance qui s'étend de la Tchécoslovaquie à l'Allemagne. À partir de 1937, le centre des activités de résistance de Josefine et Alois Brunner, en coopération avec von Knöringen, passa de l'opposition à l'austro-fascisme à la lutte contre le national-socialisme. Josefine Brunner devient une membre clé du réseau von Knoeringen sous le pseudonyme « Erika ». Elle travaille comme coursière dans le cadre d'un réseau de groupes de résistance sociaux-démocrates entre le Tyrol, Augsbourg, Munich, Salzbourg et Vienne. Elle a été formée au maniement des techniques chimiques et photographiques et se montre douée pour l'utilisation de l'encre secrète et des microfilms. 
Avec son mari, elle transmet à Waldemar von Knoeringen des rapports sur la situation politique, économique et militaire, comme le nombre et les mouvements des forces militaires allemandes, la construction d'usines industrielles et de casernes de la Wehrmacht, et l'évolution du moral de la population civile.
Ce sont apparemment les contacts entre le groupe de résistance de Salzbourg et le KPÖ qui conduisent à l'arrestation de plus de 200 membres des Socialistes révolutionnaires au début de 1942. Josefine et Alois Brunner sont arrêtés le 16 mai 1942. Après plus d'un an d'emprisonnement à la Gestapo, ils sont reconnus coupables de « préparation à la haute trahison » par le Volksgerichtshof le 28 mai 1943 en raison de leur aide à l'ennemi et de leur position de leaders dans la création d'une organisation hautement traître. Entre autres faits aggravants, on reproche à Josefine Brunner le transport d'une petite quantité de limaille de fer destinée au sabotage de wagons de chemin de fer et de six pistolets d'Augsbourg à Wörgl.
Josefine et Alois Brunner passent les dernières semaines de leur vie à la prison de Stadelheim, où ils sont exécutés le 9 septembre 1943 sans être autorisés à se voir,.
Une plaque commémorative est apposée en 1988 en hommage au couple, place de la gare à Wörgl.
En 2015, dans le cimetière de la ville, une plaque commémore les victimes du nazisme de Wörgl : Elisabeth et Rudolf Gottlieb, Anna Gründler, Stefan Valentinotti, Alois et Josefine Brunner et Sepp Gangl.